# 루 디앤젤리

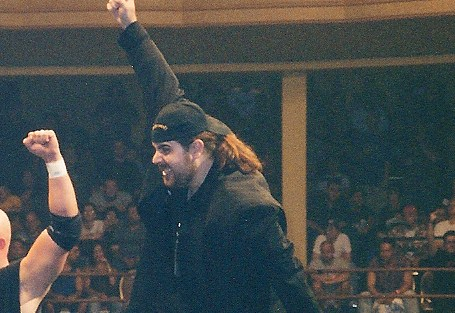
루 디앤젤리

루 디앤젤리(Lou D'Angeli, 1972년 8월 19일)는 미국의 프로레슬링선수 매니저다. 더들리 보이즈의 원년 멤버였다. 키는 177cm 몸무게는 91kg이다.